# کریم هادی
کریم هادی (انگلیسی: Karim Hadi؛ زادهٔ ۱ فوریهٔ ۱۹۶۳) بازیکن فوتبال اهل عراق بود.
وی همچنین در تیم ملی فوتبال عراق بازی کرده‌است.